# Erik Ludvigsson
Erik Ludvigsson, född 5 augusti 1756 i Måsta, Balingsta, Uppsala län (Uppland), död 18 oktober 1830 i samma by, var en svensk riksdagsman, rusthållare och häradsdomare. Hans föräldrar var rusthållaren och häradsdomaren Ludvig Ersson (1732-1804) och dennes hustru Kajsa Larsdotter (1734-1787). Erik Ludvigsson deltog som en av bondeståndets ledamöter vid urtima riksdagen 1810, då Jean Baptiste Bernadotte valdes till svensk tronföljare.